# Dorah
Dorah est un col montagneux à la frontière du Pakistan et de l'Afghanistan qui se situe à 4 530 mètres d'altitude.